# Minnie Earl Sears
Minnie Earl Sears (17 de noviembre de 1873-28 de noviembre de 1933) fue una bibliotecaria y editora estadounidense. Fue la creadora de los listados de encabezamientos de materia (LEM) más difundidos para bibliotecas medias, pequeñas y escolares.

## Biografía
Nace en Lafayette, Indiana, se diploma en la Universidad de Purdue a los 18 años.
Empezó a trabajar como catalogadora en la biblioteca del Bryn Mawr College desde 1903 a 1907. En 1909 fue nombrada directora de la biblioteca de la Universidad de Minnesota hasta 1914, año que pasa al departamento de la catalogación y referencia de la Biblioteca Pública de Nueva York, hasta 1920.
En 1923, comienza su andadura en el mundo editorial, incorporándose a las filas de la H.W. Wilson Company. Desde este puesto, realizaría numerosas ediciones en bibliografías y obras de referencias. También se dedicó a dar conferencias sobre bibliotecas.
En 1923, tras una dilatada carrera profesional, se introduce en el mundo académico como profesora de la facultad de Biblioteconomía y Documentación de la Universidad de Columbia. Se jubilaría en 1931.
En 1932 se incorpora al consejo asesor de la American Library Association (ALA) hasta su fallecimiento un año después, en 1933.

## Obra académica
Minnie Earl Sears es considerada como la creadora del lenguaje documental de los listados de encabezamientos de materia. Aunque fue Charles Ammi Cutter el primer investigador que abrió el camino, es Sears quien crea un sistema de amplia difusión en colecciones bibliotecarias más pequeñas.
Minnie Earl Sears fue consciente de la dificultad que tenían las bibliotecas pequeñas de utilizar el sistema de encabezamientos de materias de la Biblioteca del Congreso por ser demasiado complejo y extenso. Decidió elaborar un sistema más simplificado y más apropiado.
Sears elaboró un estudio de campo al recorrer numerosas bibliotecas medianas y pequeñas estadounidenses para conocer las necesidades de clasificación que tenían en ellas. Una vez hecha la recolecta, en 1923 crea un sistema de asignación del encabezamiento otorgando mucha importancia al tamaño de las bibliotecas, a la naturaleza de la colección, a su función y a sus patronos. Se llamó List of Subject Headings for Small Libraries.
Cada encabezamiento es una entrada directa. No incluyó ni nombres propios ni nombres de instituciones, aunque se pueden usar como pie de página. Utilizó el lenguaje sencillo frente al científico y técnico. Los encabezamientos están ordenados por orden alfabético.
Realizó dos ediciones más, y en la tercera, publicada en 1933, incluyó una obra llamada Practical Suggestions for the Beginner in Subject Heading Work  en donde se explica como utilizar este lenguaje documental.
Cuando murió, se adjuntó su nombre al lenguaje documental, siendo conocido posteriormente como Sears' List of Subject Headings. Esta obra ha tenido más de 19 ediciones. Es muy utilizada tanto en Reino Unido como Australia.
La obra de Sears influyó notablemente en la elaboración de los dos listados más importantes en lengua hispana.
Como editora, elaboró numerosas obras de referencia, como los diccionarios Trackeray Dictionary (1910) o George Eliot Dictionary (1924) junto a Isadore Gilbert Mudge. Editó la 3ª y 4ª edición del catálogo Childrens' catalog en 1925 y 1930 respectivamente. Para la American Library Association (ALA) editó numerosas normativas para la catalogación el bibliotecas públicas y escolares.